# Zampa (cognome)
Zampa è un cognome di lingua italiana.

## Varianti
Zampeschi, Zampetta, Zampetti, Zampi, Zampieri, Zampini, Zampone, Zamponi.

## Origine e diffusione
Cognome tipicamente panitaliano, è presente prevalentemente in Italia centro-settentrionale.
Potrebbe derivare dal termine zampa, dal tardo latino sapellum, "solco"; è affine al cognome Gamba.

## Persone
- Enrico Zampa (1992) – calciatore italiano
- Fabrizio Zampa (1937-2023) – giornalista e critico musicale italiano
- Giacomo Zampa (1731-1808) – pittore italiano